# 로스앤젤레스 동물원

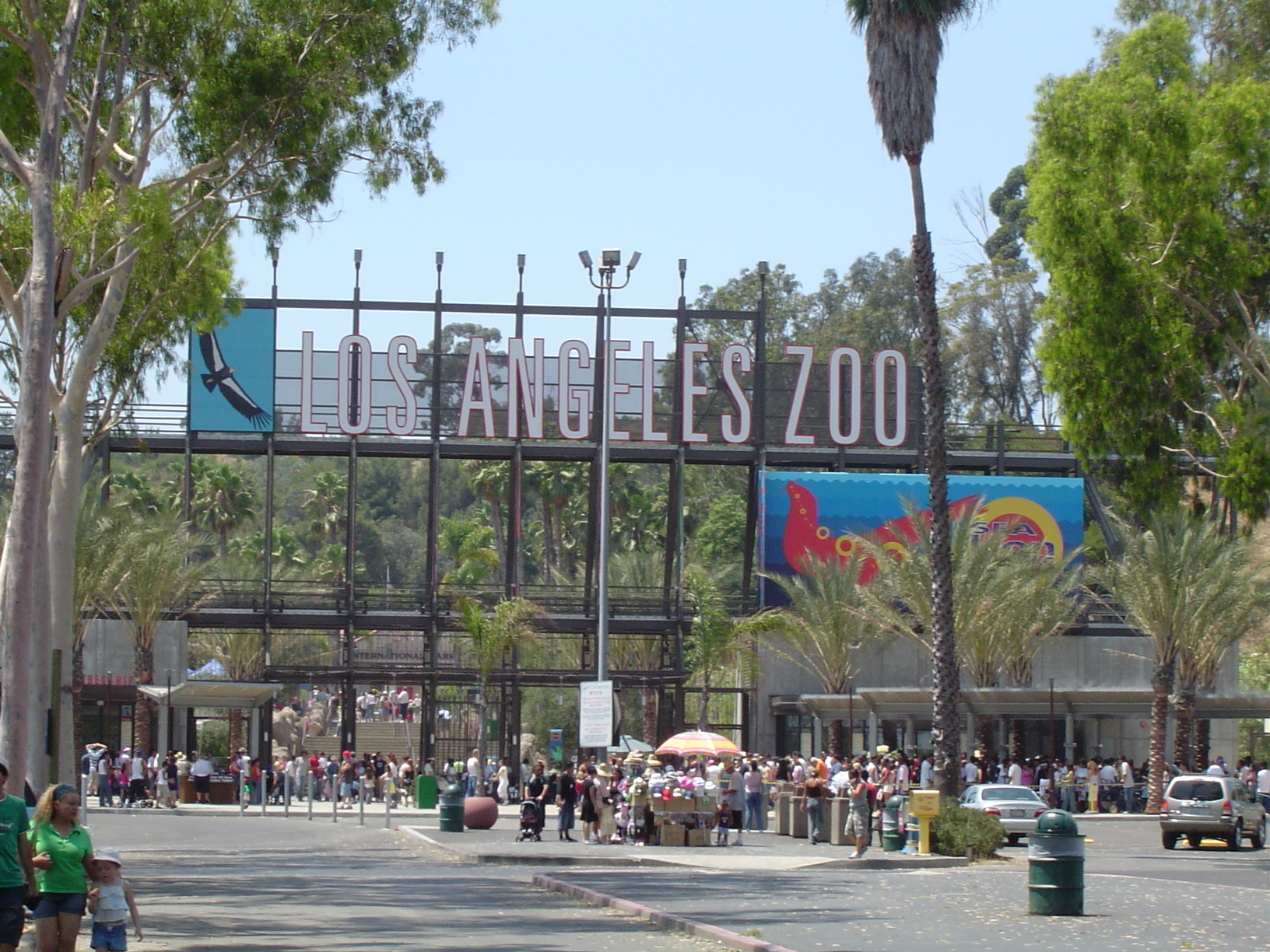
로스앤젤레스 동물원

로스앤젤레스 동물원(Los Angeles Zoo)은 로스앤젤레스에 위치한 동물원이다. 동물원은 매일 오전 10시부터 오후 5시까지 운영된다.